# Санта-Венера
Санта-Венера (мальт. Santa Venera) — місто на Мальті з населенням 6087 осіб, згідно з переписом 2007 року. Місто розташоване на захід від столиці країни Валлетти, в центрі острова. Найстаршими міськими будівлями є акведук та вілла Каза-Леоне, споруджені мальтійськими лицарями.
У місті розташовується католицький коледж св. Іллі, що належить ченцям-кармелітам. Покровителькою міста вважається св. Венера, на честь якої названо місцевий футбольний клуб, а її свято проводиться в місті кожну останню неділю червня, а також 14 листопада.